# Giovanni Delise
Giovanni Delise   (Izola, 1 de novembre de 1907 - Izola, 19 de maig de 1947) fou un remer italià que va competir durant les dècades de 1920 i 1930.
El 1928 va prendre part en els Jocs Olímpics d'Amsterdam, on guanyà la medalla d'or en la prova del quatre amb timoner del programa de rem. Formà equip amb Valerio Perentin, Giliante D'Este, Nicolò Vittori i el timoner Renato Petronio.
En el seu palmarès també destaquen tres medalles al Campionat d'Europa de rem, totes elles d'or, entre 1929 i 1934, sempre en la prova dels quatre amb timoner.